# ساموئل گلدوین جونیور
ساموئل گلدوین جونیور (انگلیسی: Samuel Goldwyn Jr.; ۷ سپتامبر ۱۹۲۶ – ۹ ژانویهٔ ۲۰۱۵) تهیه‌کننده فیلم اهل ایالات متحده آمریکا بود. وی دانش‌آموختهٔ دانشگاه ویرجینیا بود و بین سال‌های ۱۹۵۸ تا ۲۰۱۵ میلادی فعالیت می‌کرد. او در سال ۲۰۰۰ شرکت ساموئل گلدوین فیلمز را تأسیس کرد.
از فیلم‌ها یا مجموعه‌های تلویزیونی که وی در آن‌ها نقش داشته است می‌توان به ماجراهای هاکلبری فین اشاره نمود.